# 神原弥奈子
神原 弥奈子（かんばら みなこ、末松弥奈子 1968年 - ）は広島県沼隈郡沼隈町（現・福山市）出身）の実業家。株式会社ニューズ・ツー・ユー ホールディングス代表取締役。株式会社ジャパンタイムズ代表取締役会長。学校法人神石高原学園理事長。曽祖父に常石造船創業者の神原勝太郎、祖父・秀夫は沼隈町初代町長も務めた。

## 経歴
- 1968年、常石造船三代目社長・神原真人の娘として生まれる[3]。
- 1986年、英数学館高等学校卒業。
- 1991年、学習院大学文学部哲学科卒業。
- 1993年、学習院大学人文科学研究科哲学専攻博士前期課程修了。
- 1993年、株式会社神原アドプランニングシステム設立(1999年10月株式会社KAPS（カプス）に社名変更)[4]。1995年よりウェブ製作に携わり、日本航空、マイクロソフトなどの企業や、篠田正浩監督の「写楽」、伊丹十三監督「スーパーの女」などの映画のホームページを制作。
- 2001年、株式会社ニューズ・ツー・ユー設立。インターネットを使ったニュースリリースなど、企業広報の業務を行う。
- 2002年、株式会社カプスを株式会社ニューズ・ツー・ユーに事業統合。
- 2009年、株式会社パンセ設立、代表取締役に就任
- 2014年、ツネイシホールディングス株式会社、取締役に就任。同社代表神原宏達は弟。
- 2015年、ツネイシホールディングス株式会社、代表取締役専務に就任[5]。
- 2015年、株式会社ニューズ・ツー・ユー、代表取締役会長に就任[6]。
- 2016年、Qnary Japan株式会社、取締役に就任
- 2017年、株式会社ジャパンタイムズ、代表取締役会長に就任[7]
- 2020年、広島県神石郡神石高原町に日本初の全寮制小学校となる神石インターナショナルスクールを開校。運営母体である学校法人神石高原学園の理事長に就任[2]

## 著書
- 『勝つためのインターネットPR術』（日経BP出版センター、2005年、堀江貴文との共著。ISBN 4822244598）
- 『マーケティング2.0』（翔泳社、2006年、共同執筆。ISBN 4798112143）